# Łaz (łąka)
Łaz – łąka w Małych Pieninach na zachodnim, opadającym do Białej Wody stoku przełęczy Rozdziele (Rozdziela). Należała do nieistniejącej już wsi Biała Woda, obecnie znajduje się w granicach wsi Jaworki w województwie małopolskim, w powiecie nowotarskim, w gminie Szczawnica. Po II wojnie światowej mieszkańcy tej wsi (Łemkowie) zostali wysiedleni w ramach Akcji „Wisła”, a tereny wsi zostały zmeliorowane i założono na nich socjalistyczną spółdzielnię i hodowlę owiec. Pod szczytem Wierchliczki wybudowano dużą bacówkę, która okazała się niepraktyczna i nie była używana. Spółdzielnia hodowlana upadła, zaś na łące Łaz i innych trawiastych terenach w Jaworkach prowadzony jest przez gospodarzy z Podhala wypas owiec i krów.
Przez Łaz prowadzi szlak turystyczny z Jaworek na przełęcz Rozdziele (Rozdziela). Znajduje się przy nim bacówka, w której w sezonie wypasowym prowadzona jest sprzedaż wyrobów z mleka krowiego i owczego, m.in. oscypki. Obok bacówki dla turystów stół i ławy. Dzięki odkrytym terenom łąka Łaz jest dobrym punktem widokowym. Jej południowo-zachodni stok opada do Brysztańskiego Potoku z Brysztańskimi Skałami, w kierunku północnym przechodzi w łąkę Grybnik, w południowym, na stoku Wierchliczki w łąkę Brysztan.

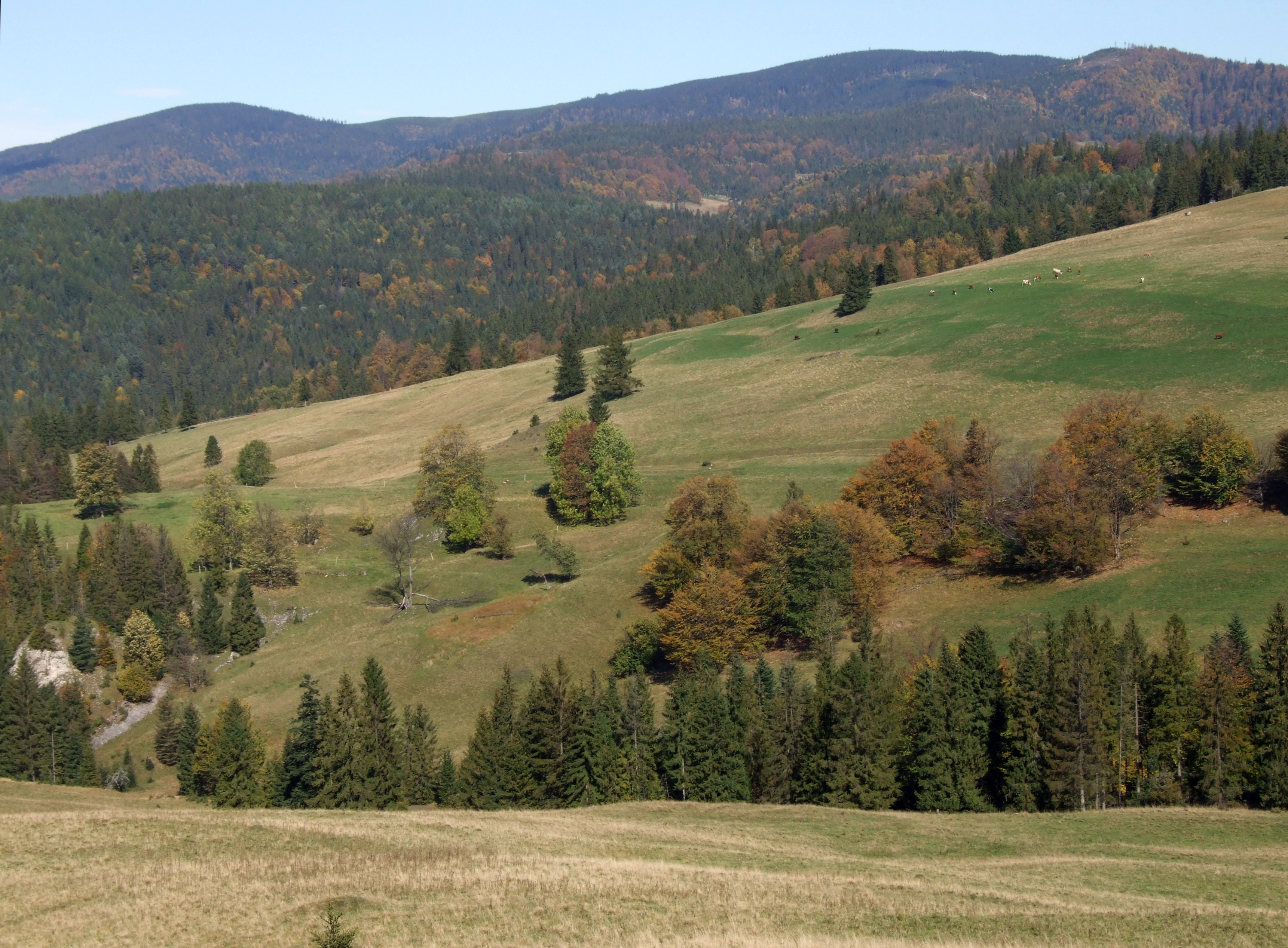
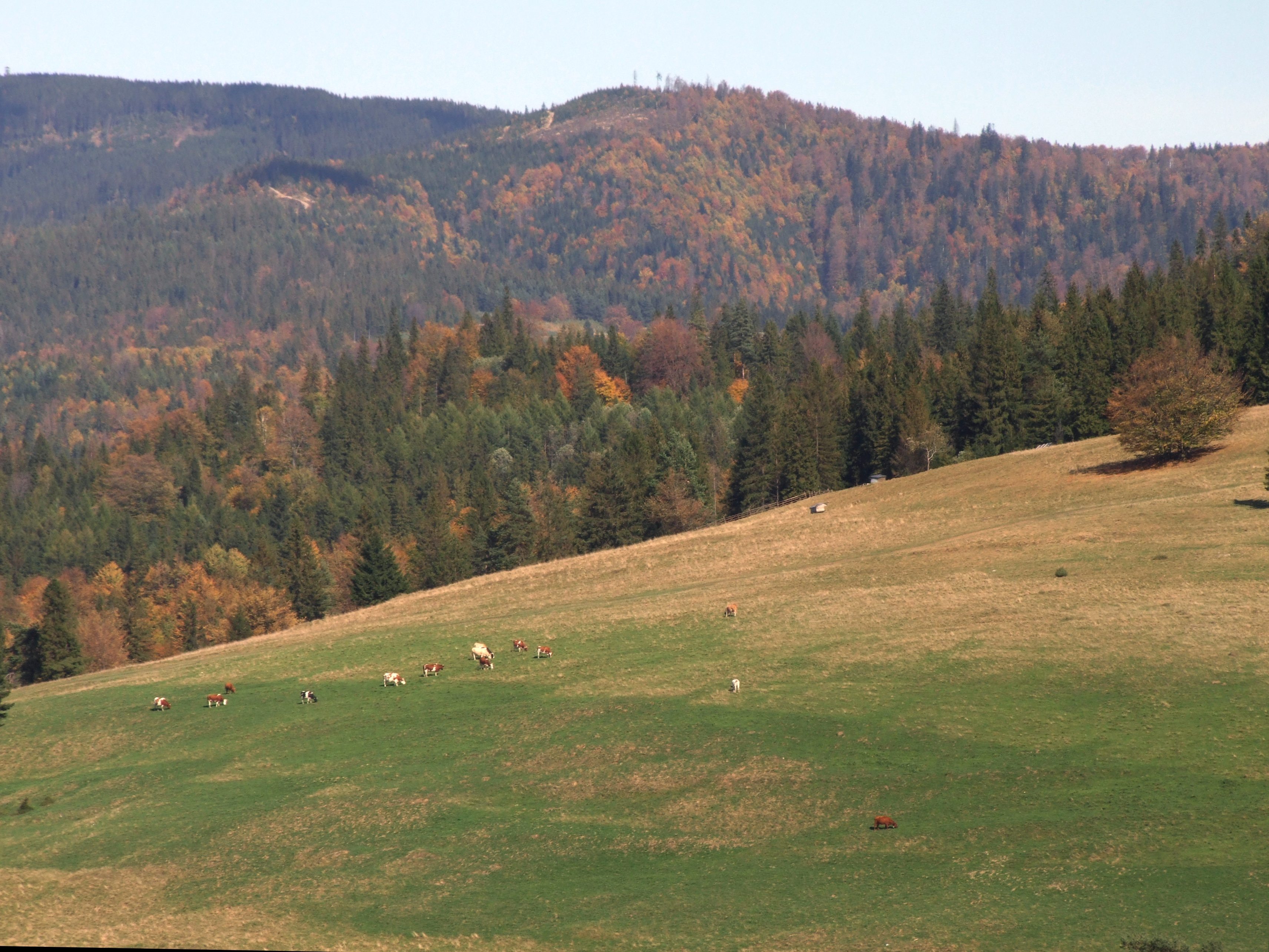
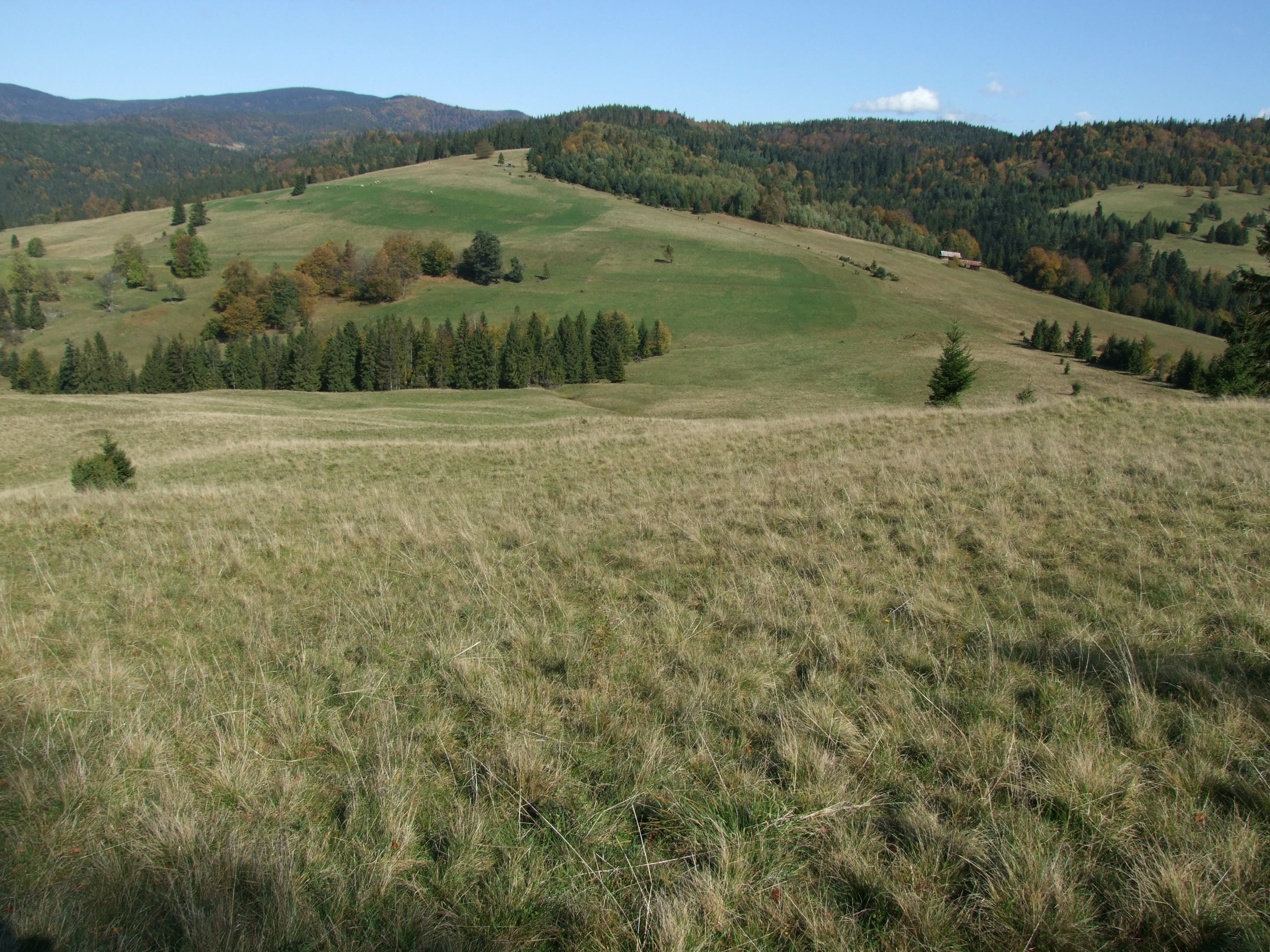
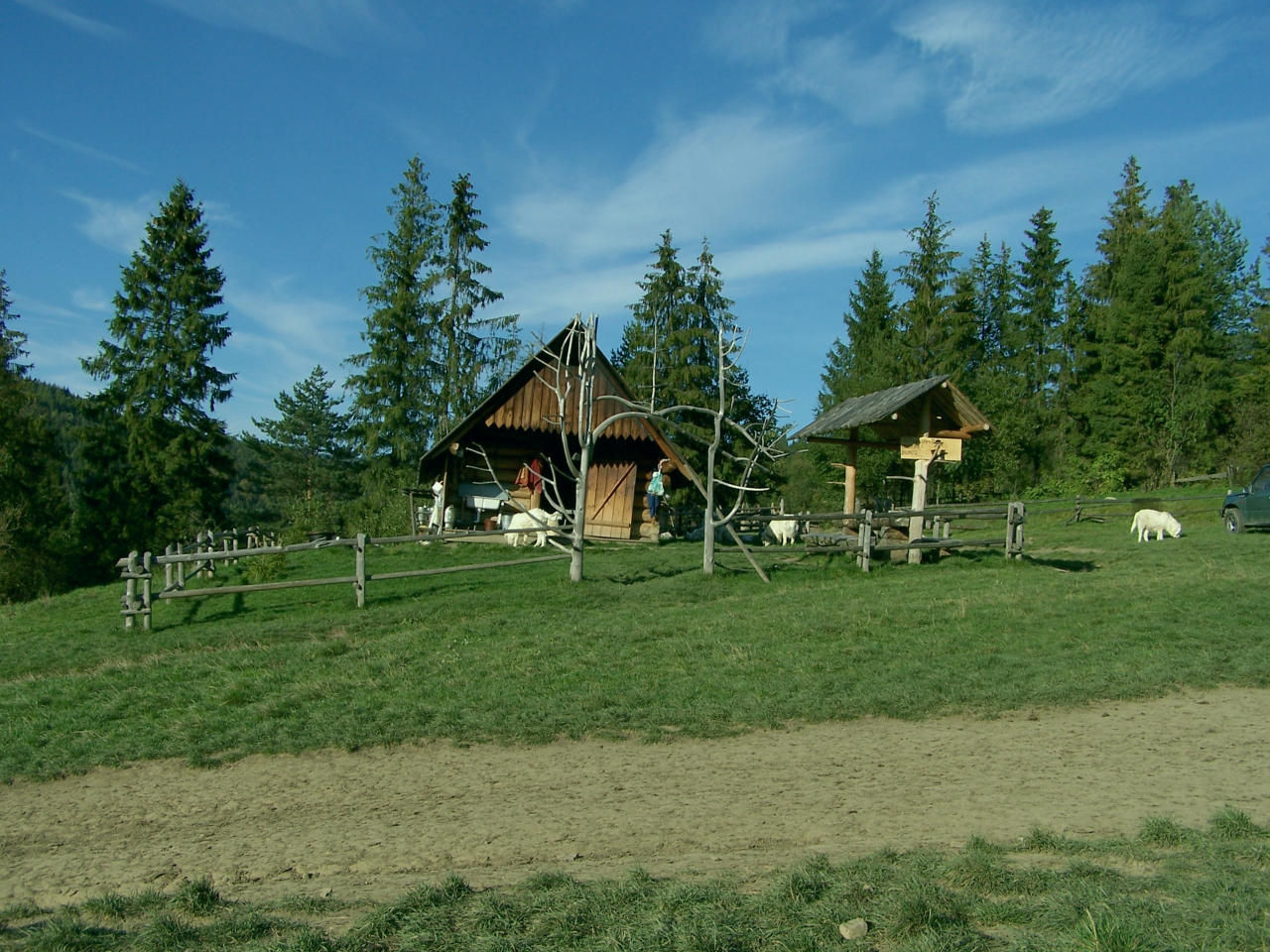